# MANGA OPEN
MANGA OPEN（マンガオープン）は、『モーニング』および『モーニング・ツー』で2014年まで行われていた漫画新人賞である。

## 概要
漫画原稿・原作・ネームのみならず、イラスト・CG・アニメ・ゲーム・映画・音楽・フィギュアなど、形式を問わない新人賞となっている。
1997年から年2回、現在は5月・11月の末日を締切にして開催され、2010年より「もーたま。」と銘打った、応募者のためのトライアル掲載枠（読切ないし最大で2か月程度の短期連載）が、本誌に設けられている。
選考は第31回以降、森高夕次・東村アキコ、モーニング編集部によって行われている。過去には、かわぐちかいじ・さだやす圭・山田芳裕らが選考を務めていた。
第37回（2014年下期）にてMANGA OPENは終了。2015年より新人賞「THE GATE」が開催される。

## 賞金
- 大賞 - 100万円（内容次第で加算される場合がある）
- 選考者賞 - 60万円
- 編集部特別賞 - 50万円
- 期待賞 - 10万円

大賞・選考者賞・編集部特別賞の受賞者には副賞が賦与され、受賞者全員に漫画原稿用紙1000枚が贈られる。

## 主な受賞者
- ツジトモ - 第11回-第13回優秀賞
- 小山宙哉 - 第15回大賞（『劇団JET'S』）
- とりのなん子 - 第17回大賞（『とりぱん』）
- アダチケイジ - 第20回優秀賞（『Ryu-GU』）
- 木下晋也 - 第23回大賞（『ポテン生活』）
- 川島秀雄 - 第24回かわぐちかいじ賞（『Killer Beach』）
- 田島列島 - 第24回さだやす圭賞（『ごあいさつ』）
- 藤井哲夫 - 第25回大賞（『僕はビートルズ』原作）
- 庄司七 - 第25回優秀賞（『あか、流れる。』）
- 東裏友希 - 第27回奨励賞（『彼女とマルメ』）
- 中丸ポ - 第28回かわぐちかいじ賞（『ボブとジョージ』）
- 洋介犬 - 第28回奨励賞（『イヌギキ』）
- 山本美希 - 第29回大賞 （『Sunny Sunny Ann!』）
- 肥谷圭介 - 第29回山田芳裕賞（『その子の笑顔が世界を救う』）
- 原田尚 - 第29回奨励賞（HOTEL愛）
- 加藤宏 - 第30回大賞（『ヘビ女物語』）
- 西餅 - 第30回編集部賞（『劇研もっこす』）
- 魚屋猫助 - 第31回大賞（『歩道橋で会いましょう』）
- 窓ハルカ - 第31回奨励賞（『melt water of gentleman　〜おじさんの雪融け水〜』）
- 河部真道 - 第32回森高夕次賞（『ライズ』）
- 萩原天晴 - 第32回奨励賞（『押してダメなら押しまくれ!!』）
- 増村十七 - 第32回奨励賞（『ワニを飼う』）
- 苦楽たくる - 第32回奨励賞（『ぐー、あー。』）
- 鵜飼りん - 第33回森高夕次賞（『しばたベーカリー』）
- 竜田一人 - 第34回大賞（『いちえふ 福島第一原子力発電所労働記』）
- なきぼくろ - 第34回ebookJapan賞&奨励賞（『どるらんせ』）
- モトキ - 第34回編集部賞（『アイリウム』）
- 伊藤正臣 - 第35回奨励賞（『マネージャーの横断幕』）
- さかぐちまや - 第36回奨励賞（『特になにもしてない』）
- 三浦よし木 - 第37回東村アキコ賞&編集部賞（『僕の変な彼女』）
- 三輪まこと - 第37回奨励賞（『いりこぎん』）
- 敦森蘭 - 第37回奨励賞（『ラジオからきこえる』）